# Cue Detective
Cue Detective é o segundo episódio da vigésima sétima temporada da série de animação de comédia Os Simpsons, sendo exibido originalmente na noite de 4 de Outubro de 2015 pela Fox Broadcasting Company (Fox) nos Estados Unidos. No episódio, Bart e Lisa procuram a grelha roubada de Homer logo após ele ser desafiado por um chefe de cozinha da televisão.
As estrelas convidadas para este episódio são Alton Brown, Bobby Moynihan, Edward James Olmos e Ben Schwartz. O episódio foi bem recebido pela crítica de televisão especializada e de acordo com o instituto de mediação de audiências Nielsen, foi assistido por 6,02 milhões de espectadores em sua exibição original e recebeu uma quota de 2.7/8 no perfil demográfico de telespectadores entre os 18 aos 49 anos de idade.

## Enredo
Após assistirem ao filme Doctor Dolittle na escola, as crianças percebem que Bart e Lisa estão cheirando mal, e começam a zombar deles por isso. Ironicamente, a mesma coisa aconteceu com Homer na Usina Nuclear. Marge, então, revela que o cheiro é proveniente de suas roupas, porque sua máquina de lavar é antiga. Ela, então, dá um saco cheio de dinheiro a Homer (retirado do corpo de Bender) para que eles possam comprar uma nova máquina de lavar roupa. Em seu caminho para a loja, Homer sentiu o cheiro de carne defumada e descobriu um churrasco à beira da estrada na rodovia. Ele experimentou a carne e gostou muito. Então, é revelado que o segredo da boa carne era uma grelha em forma de uma colmeia, que também estava disponível para venda. Assim, Homer compra a grelha em vez da máquina de lavar roupa.
Ao ver que Homer gastou todo seu dinheiro em uma grelha, Marge fica muito chateada, mas logo depois de provar sua carne, ela o perdoa e junta-se à família para um churrasco. Ao sentirem o cheiro, a maioria da população de Springfield veio ao quintal dos Simpsons para saborear a carne de Homer. Isso chama a atenção de um chefe da televisão, que desafia Homer a uma "batalha de carnes". Enquanto se prepara para a competição, Homer descobre que sua grelha foi roubada. Ele comunica a polícia, mas Clancy e Lou convencem Homer de que sua grelha está desaparecida. Homer fica tão deprimido a ponto de não querer ficar bêbado. Isso preocupa Bart, que pede a ajuda de Lisa para rastrear a grelha. Eles investigam o quintal e descobrem o por que do Ajudante de Papai Noel não ter latido quando a grelha foi roubada: alguém lhe deu manteiga de amendoim natural, então ele estaria lambendo em vez de latir. A dupla procede à uma loja na cidade que vende manteiga de amendoim natural, onde eles "convencem" um trabalhador a deixá-los ter acesso ao circuito interno de câmeras de segurança, onde descobrem que Nelson comprou. Eles o encontram em um parque, onde ele está jogando um jogo no tablet chamado de "Clash of Castles", e o seguem em direção a um depósito de sucata, onde a suspeita de Bart e Lisa é confirmada: Nelson furtou a grelha e o vendeu para uma pessoa anônima.
Em seguida, Homer, Bart, Lisa e Maggie perdem a esperança sobre o desafio do chefe, mas Marge os convence de que ela pode vencer usando apenas um armário de temperos alugado. Na competição, organizada por Alton Brown, Marge faz o seu melhor contra o chefe, mas o resultado não é bom. Mas, quando o chefe apresentou sua carne, eles perceberam que a marca na carne está em forma de colmeia, o que não combinava com sua grelha. É revelando que ele roubou a grelha de Homer. O chefe então é banido da competição, onde os Simpsons vencem. Mas isso não satisfaz Bart e Lisa, que tentam descobrir como a grelha foi roubada. Eles então seguem um rapaz que atendeu um telefone com toque sonoro parecido com o que escutaram no dia em que Nelson vendeu a grelha. Eles descobrem que o rapaz é filho do chefe, e que ele sabotou seu próprio pai, porque ele estava muito ocupado com seu programa de TV e que ele não passava nenhum tempo com ele. Então, é revelado que ele conheceu Nelson jogando "Clash of Castles" e contratou-o para roubar a grelha de Homer, a fim de incriminar o chefe. Eles se reconciliam e o rapaz devolve a grelha de Homer de volta.

## Produção
Cue Detective foi escrito por Joel H. Cohen e dirigido por Timothy Bailey, sob o código de produção TABF17. Este é o primeiro episódio escrito por Cohen desde Clown in the Dumps, estreia da temporada anterior. Ainda para esta temporada, ele assinou mais quatro episódios. A autoria de Cue Detective foi anunciado em 7 de Maio de 2015, na conta oficial do produtor executivo Al Jean.

## Recepção

### Crítica
No geral, o episódio recebeu críticas positivas da crítica de televisão especializada. Dennis Perkins do The A.V. Club o avaliou com um B-, comentando que o episódio é do "tipo de bem contado, uma história modesta dos Simpsons que o show ainda pode retirar. Não é chamativo, [...] típico episódio de fim de carreira da sériie [...]. Mas, se houvesse mais episódios como esse, o clamor morreria um pouco." A resenha de Tony Sokol para o Den of Geek foi mista, e ele deu ao episódio três estrelas (de um máximo de 5), dizendo: "Sabíamos que eles desistiram na semana passada, quando abriram a temporada com um falso rompimento, mas esta semana eles ofereceram um episódio bastante medíocre que é a morte da esperança, mas tem alguns risos reais. [...]" Os usuários do IMDb avaliaram o episódio com a nota 6,5/10, com base em cerca de 100 votos.

### Audiência
Cue Detective foi exibido originalmente na noite de 4 de Outubro de 2015, um domingo, pela Fox Broadcasting Company nos Estados Unidos. De acordo com o sistema de mediação Nielsen, o episódio foi assistido por 6,02 milhões de telespectadores, e recebeu uma quota de 2.7/8 no perfil demográfico de telespectadores entre os 18 aos 49 anos de idade. Apresentou um aumento de 2,74 milhões em relação ao episódio anterior, Every Man's Dream, estreia da temporada. Foi o terceiro programa mais assistido da Fox naquele domingo, atrás apenas da exibição de domingo da NFL (25,86, 8.7/32) e do pós-jogo da NFL (13,28, 4.9/17), além de ser o segundo em seu horário de exibição (20h-20h30), atrás apenas do Football Night in America (12,66, 4.4/14), da NBC.